# Kirk Gibson
Kirk Harold Gibson (Pontiac, 28 maggio 1957) è un ex giocatore di baseball e allenatore di baseball statunitense, di ruolo esterno.

## Carriera

### Giocatore
Durante il periodo universitario presso la Michigan State University, Gibson giocò per quattro anni a football americano nel ruolo di wide receiver, ottenendo successo al punto da essere considerato All-America. Su suggerimento dell'allenatore Darryl Rogers, passò al baseball.
Venne scelto sia dai Detroit Tigers di baseball al draft MLB 1978 che dagli allora St. Louis Cardinals di football americano al draft NFL 1979, finendo per optare per il baseball.
Debuttò in MLB l'8 settembre 1979, ma fu a partire dalla stagione 1983 che iniziò ad essere impiegato da titolare con una certa regolarità.
Nel 1984 i Tigers arrivarono alle World Series contro i San Diego Padres: all'ottavo inning di gara 5, con la sua squadra in vantaggio per 3-1 nella serie e per 5-4 in quella partita, Gibson mise a segno un fuoricampo da tre punti che di fatto ipotecò la partita e il titolo, a un solo inning dalla fine.
L'anno seguente, a livello personale, per un solo fuoricampo mancante non riuscì ad entrare nel cosiddetto club 30-30, ovvero quel gruppo di battitori in grado di collezionare almeno 30 fuoricampo e 30 basi rubate nell'arco di una singola stagione. Nel 1987 contribuì al raggiungimento da parte dei Tigers del primo posto in AL East, ma le American League Championship Series terminarono poi con un 4-1 in favore dei futuri campioni dei Minnesota Twins.
Prima dell'inizio della stagione 1988 venne appurato che i proprietari delle franchigie collaboravano tra di loro per cercare di limitare i costi dei giocatori free agent. Due anni prima, per esempio, lo stesso Gibson non ricevette alcuna proposta di contratto significativa da parte di altre squadre, e finì per rinnovare con i Tigers. A seguito degli sviluppi su questo caso, venne concesso a Gibson e ad altri giocatori di svincolarsi immediatamente.
Gibson si unì così ai Los Angeles Dodgers. Pur non guidando la lega in nessuna delle principali categorie statistiche (in una stagione da .290 di media battuta con 25 fuoricampo, 76 RBI, 106 punti e 31 basi rubate), gli fu ugualmente attribuito il premio della National League di quell'anno, probabilmente per via della sua intensità e leadership che contribuirono a rendere la squadra più vincente. In gara 4 delle National League Championship Series di quell'anno contro i New York Mets, Gibson realizzò il fuoricampo decisivo al dodicesimo inning, mentre in gara 5 segnò un fuoricampo da tre punti nel quinto inning in una partita vinta dai Dodgers per 7-4. Queste prestazioni furono il preludio ad un suo storico fuoricampo messo a segno in gara 1 delle World Series contro il lanciatore degli Oakland Athletics Dennis Eckersley: nello specifico, con i Dodgers sotto di un punto all'ultimo inning con un uomo in base, il manager Tommy Lasorda decise di inserire Gibson come pinch hitter nonostante egli zoppicasse vistosamente per infortuni a entrambe le ginocchia, ma Gibson riuscì ugualmente a battere il fuoricampo del sorpasso e della conseguente vittoria. I losangelini vinsero poi la serie per 4-1 e conquistarono così il titolo. Gibson rimase a giocare in California fino al termine della stagione 1990.
Dopo una parentesi di un anno ai Kansas City Royals, venne ceduto ai Pittsburgh Pirates in cambio del lanciatore Neal Heaton. Venne rilasciato dagli stessi Pirates il 5 maggio 1992, e a seguito di ciò decise di ritirarsi. Un mese più tardi ricevette un'offerta dai Detroit Drive, squadra di football a 8 della lega Arena Football League, ma rifiutò. Convinto dal manager Sparky Anderson, trascorse gli ultimi tre anni della carriera da giocatore tornando a giocare per i Detroit Tigers.

### Allenatore
Nel 2003 Gibson venne nominato bench coach dei Detroit Tigers, allenati nel ruolo di manager dal suo ex compagno di squadra Alan Trammell. Ricoprì questo ruolo fino al giugno 1995, quando passò al ruolo di hitting coach.
Gibson iniziò l'annata 2007 come bench coach degli Arizona Diamondbacks, mantenendo questo incarico per tre anni e mezzo. Il 1º luglio 2010 Gibson fu promosso nel ruolo di manager (seppur ad interim), andando a sostituire A.J. Hinch. A fine stagione, divenne manager non più ad interim, bensì a titolo definitivo con un contratto di due anni con opzione per il 2013. Nel 2011, alla prima stagione completa in cui guidò la squadra, i Diamondbacks si classificarono primi nella NL West per la prima volta dal 2007, con un ruolino di 94 vittorie e 68 sconfitte. Ciò gli permise di essere nominato manager dell'anno della National League, anche se alle Division Series arrivò una sconfitta contro i Milwaukee Brewers. La parentesi di Gibson alle redini della squadra terminò il 26 settembre 2014, quando venne licenziato.